# Cenne-Monestiés
Cenne-Monestiés es una comuna francesa situada en el departamento de Aude, en la región de Occitania.

## Demografía
| 362 | 332 | 322 | 309 | 285 | 310 | 406 |
| Para los censos de 1962 a 1999 la población legal corresponde a la población sin duplicidades (Fuente: INSEE [Consultar]) |     |     |     |     |     |     |